# Concept store

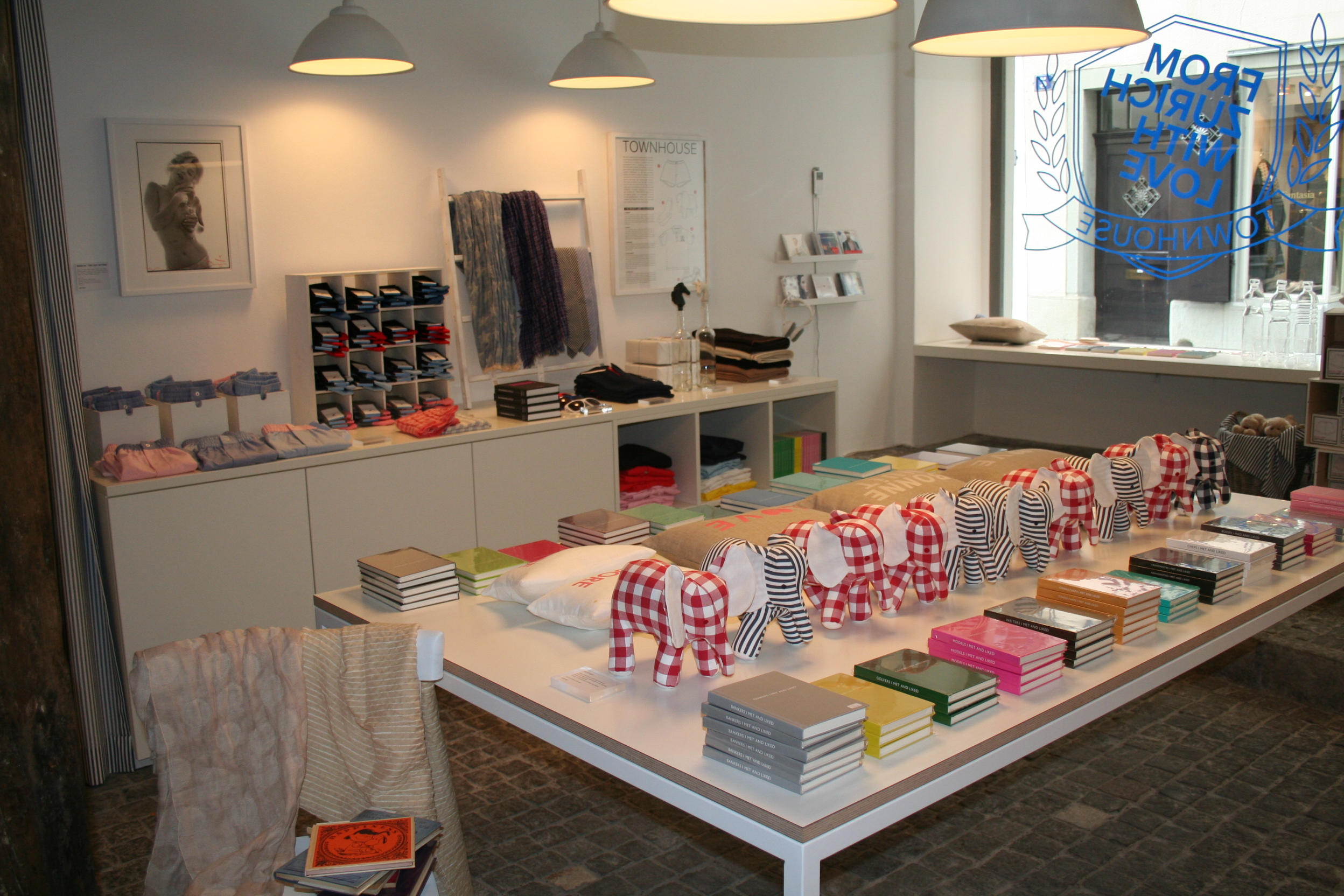
L'interno di un concept store a Zurigo

Il concept store è un punto vendita caratterizzato da una combinazione insolita, per lo più di alta qualità, di gamme di prodotti e marchi rispetto ad un negozio tradizionale. 
Le sue qualità distintive sono infatti quelle della eterogeneità di gestione, superficie e merceologia. L'obiettivo di un concept store infatti è quello di allestire un'esperienza di esplorazione e di scoperta da parte del cliente attraverso una pluralità di suggestioni, provenienti dalla varietà di prodotti esposti e dall'architettura stessa dell'ambiente. Per tali peculiarità esso si distingue sia dalla boutique che dal grande magazzino.

## Storia
Nel 1950 a Londra la stilista Mary Quant aprì il suo negozio Bazaar lungo la King's Road. Divenne rapidamente il simbolo della Swinging London nel decennio successivo ma anche uno stile di vita, di marketing che diffuse la famosa minigonna e ad altri capi di abbigliamento, piatti, decorazioni, cosmetici od oggetti di cancelleria. Sempre nella capitale britannica, nello stesso periodo, venne inaugurato Biba.
Quello aperto a New York nel 1986 da Ralph Lauren può considerarsi il primo concept store: l'idea che guidava la struttura architettonica dell'ambiente era quella del lusso patriottico, in base al quale l'America doveva essere vissuta come un fantasmagorico set hollywoodiano. Con questo gesto si annunciavano i parametri essenziali della formula: occorre un'idea forte per progettare un ambiente capace di trasformarsi in un mondo compiuto, in un viaggio di esplorazione, in un'avventura di atmosfere affascinanti.
Il termine "concept store" nacque però nel 1991, coniato dal sociologo italiano Francesco Morace per definire questo tipo di luogo. Carla Sozzani ha recentemente aperto a Milano la Galleria Carla Sozzani, un punto vendita a metà strada tra una libreria e uno spazio espositivo, poi ribattezzato 10 Corso Como, il suo indirizzo. Vi sono mescolate fotografie, creazioni uniche (come quelle di Azzedine Alaïa), mobili, libri e un caffè. Durante la sua visita al luogo, il sociologo sopra citato affermò: «Niente più negozi di immagini, ecco il concept shop». 
Altri Paesi europei hanno i loro concept store di riferimento, come l'Andreas Murkudis a Berlino che vende abbigliamento, cosmetici e accessori per l'illuminazione, o il Dover Street Market di Rei Kawakubo nel quartiere londinese Mayfair. 
Recentemente il concetto di Carla Sozzani è stato sviluppato anche in alcuni Stati asiatici.

## Obiettivi e mezzi
La capacità di accoglienza e il comfort stabiliscono i punti cardine della strategia del concept store: l'obiettivo infatti è quello di incrementare il numero dei visitatori e aumentare la loro permanenza all'interno del negozio. Quanto più si prolunga la durata della visita, tanto maggiore appare la probabilità di acquisto. Al contempo, la varietà dell'offerta permette anche di differenziare i target cui sono rivolte le proposte di esperienza. Lo stesso luogo che durante la giornata può proporre articoli di design per la casa, profumi, moda – la sera può trasformarsi in un luogo di attrazione per l'aperitivo, o in una libreria con sala da tè. Lo scopo è sempre quello di creare un universo completo di attese e di bisogni intorno ad un argomento, capace di connettere la molteplicità di oggetti e di servizi articolati nello spazio del concept store. Le proposte del concept store sono iper-specializzate: l'idea deve essere in grado di fondere prodotti e servizi di qualità apicale nei diversi settori secondo un progetto di esperienza coerente e armoniosa. L'architettura dell'ambiente deve estremizzare la percezione dei prodotti: la scelta delle luci, delle musiche, degli aromi, deve avvolgere tutti i sensi dei clienti come l'approdo in una città sconosciuta.

## Strategia di marketing
È possibile ricondurre la nascita dei concept store all'evoluzione del marketing contemporaneo: il punto vendita deve trasformarsi in un vissuto personale dei clienti carico di fascino, tanto da indurli a diffondere presso i loro conoscenti il desiderio di sperimentare la stessa immersione in un'avventura di shopping carica di glamour. L'allestimento del concept store produce di conseguenza una riduzione dei costi in pubblicità, dal momento che la conoscenza del marchio e dei prodotti viene diffusa spontaneamente dal pubblico. La strategia di marketing è prossima quindi alle tecniche contemporanee di guerrilla o di word of mouth, diffuse dal mercato americano a quelli di tutto il mondo. L'atmosfera culturale sulla quale fa leva la proposta dei concept store è quella del benessere totale, dell'edonismo individuale che brama armonie micro- e macro-cosmiche. Al contempo, questa formula di shopping esperienziale rappresenta un'intensificazione ulteriore della dimensione di “spettacolo della merce” di cui parlava Guy Debord già durante gli anni Sessanta.